# Petit-Landau
Petit-Landau (deutsch Kleinlandau, elsässisch Landài) ist eine französische Gemeinde mit 820 Einwohnern (Stand 1. Januar 2022) im Département Haut-Rhin in der Region Grand Est (bis 2015 Elsass).

## Geografie
Die Gemeinde liegt zwischen dem Rhein-Rhône-Kanal und dem Oberrhein mit dem Rheinseitenkanal. Nachbargemeinden sind Niffer im Süden und Hombourg im Norden. Im Westen hat die Gemeinde einen Anteil am Forêt domaniale de la Hardt Sud. Im Osten grenzt die Gemeinde an Bad Bellingen und somit an Deutschland.

## Geschichte
Von 1418 bis zur Französischen Revolution 1789 gehörte das kleine Bauern- und Fischerdorf auf dem Gebiet der Habsburger den Herren von Andlau. Ersterwähnung 1303 als „Landouwa“. Es entstand in unmittelbarer Nachbarschaft des im 16. Jahrhundert abgegangenen Butenheim, an das noch der kleine Burghügel, eine Motte, halbwegs zwischen Petit-Landau und Homburg. erinnert. Eine kleine Kapelle bei der Ferme St. Martin erinnert an die einstigen Mutterkirche von Homburg und Petit-Landau, die sich hier bis 1752 befand.
Im Westfälischen Frieden 1648 ging der ganze habsburgische Besitz im Elsass und damit auch Petit-Landau an Frankreich. Von 1871 bis zum Ende des Ersten Weltkrieges gehörte Kleinlandau als Teil des Reichslandes Elsaß-Lothringen zum Deutschen Reich und war dem Kreis Mülhausen im Bezirk Oberelsaß zugeordnet.

### Bevölkerungsentwicklung
| Jahr      | 1910 | 1962 | 1968 | 1975 | 1982 | 1990 | 1999 | 2007 | 2019 |
| Einwohner | 531  | 457  | 461  | 547  | 603  | 592  | 646  | 696  | 827  |

## Sehenswürdigkeiten
- Kirche St. Martin, erbaut 1753. Barocke Altäre aus dem ehemaligen Kapuzinerkloster von Landser. Ölbild von 1638 das Louis XVIII zeigt, Frankreich der Heiligen Jungfrau weihend. Deckenfresken von Carlo Limido.
- Fachwerk-Ziegeltrocknungsscheune
- zwei Kapellen
- Burghügel (Motte) von Butenheim. Geschütztes historisches Denkmal. Von den Habsburgern errichtete Motte, 1111 erwähnt. Der Burggraben einst von einem Rheinarm gespeist. Bautätigkeit vom 11. bis 16. Jahrhundert. Zerstört im Dreißigjährigen Krieg. Noch bis ins 18. Jahrhundert von den Andlauern bewohnt. Diente als Steinbruch für das Schloss von Homburg und der Kirche von Petit-Landau.

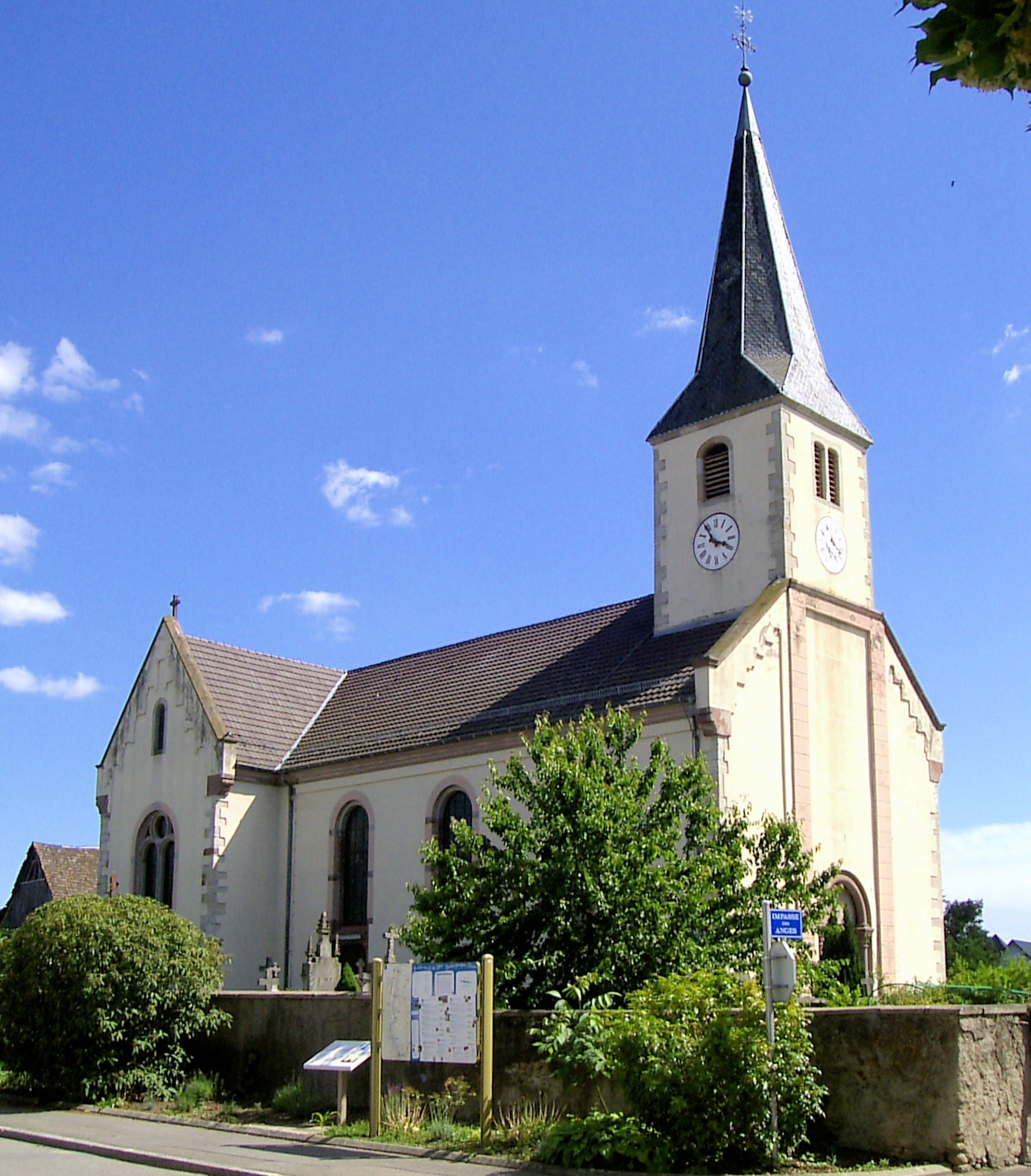
Kirche St. Martin
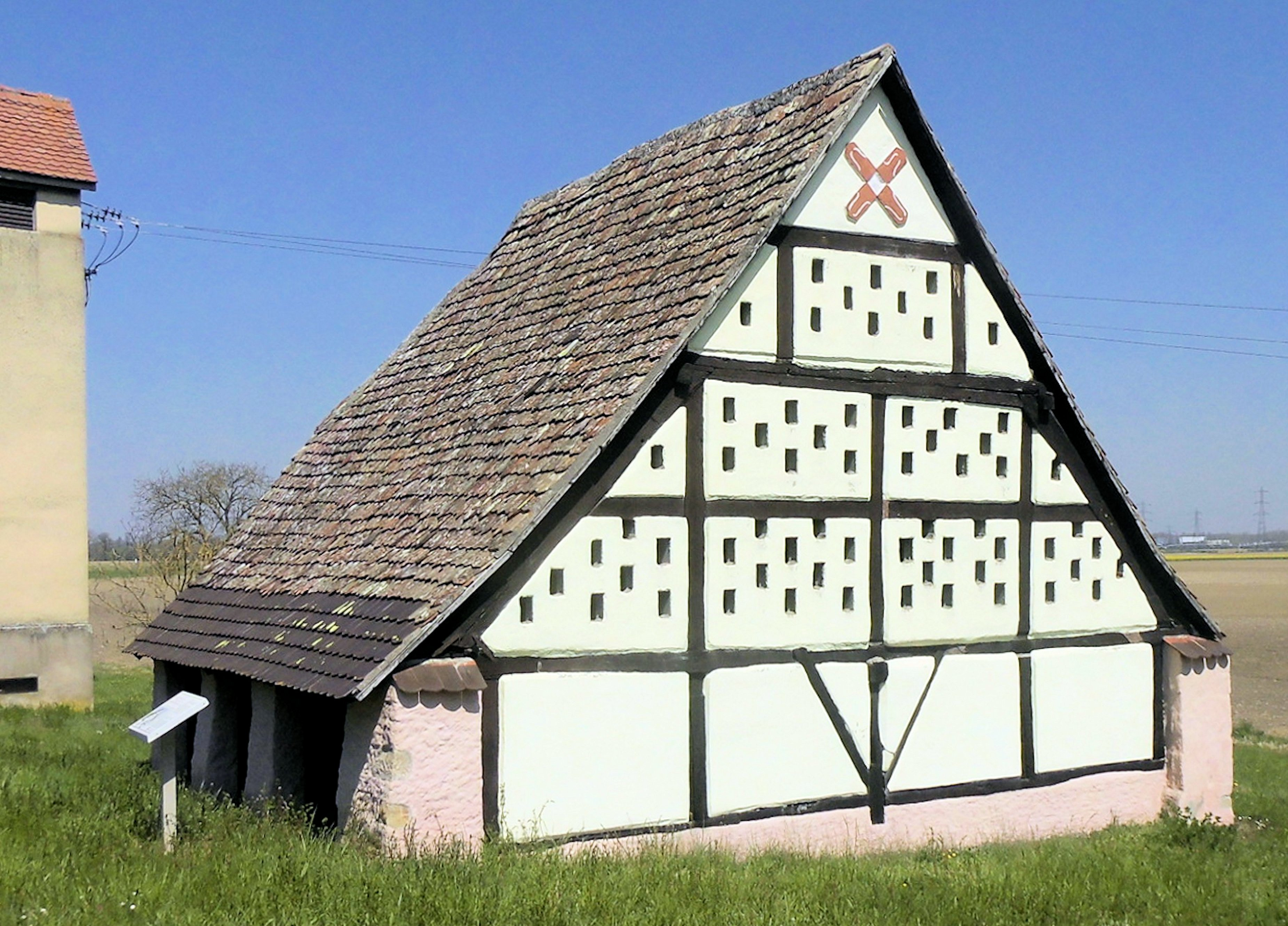
Trockenscheune
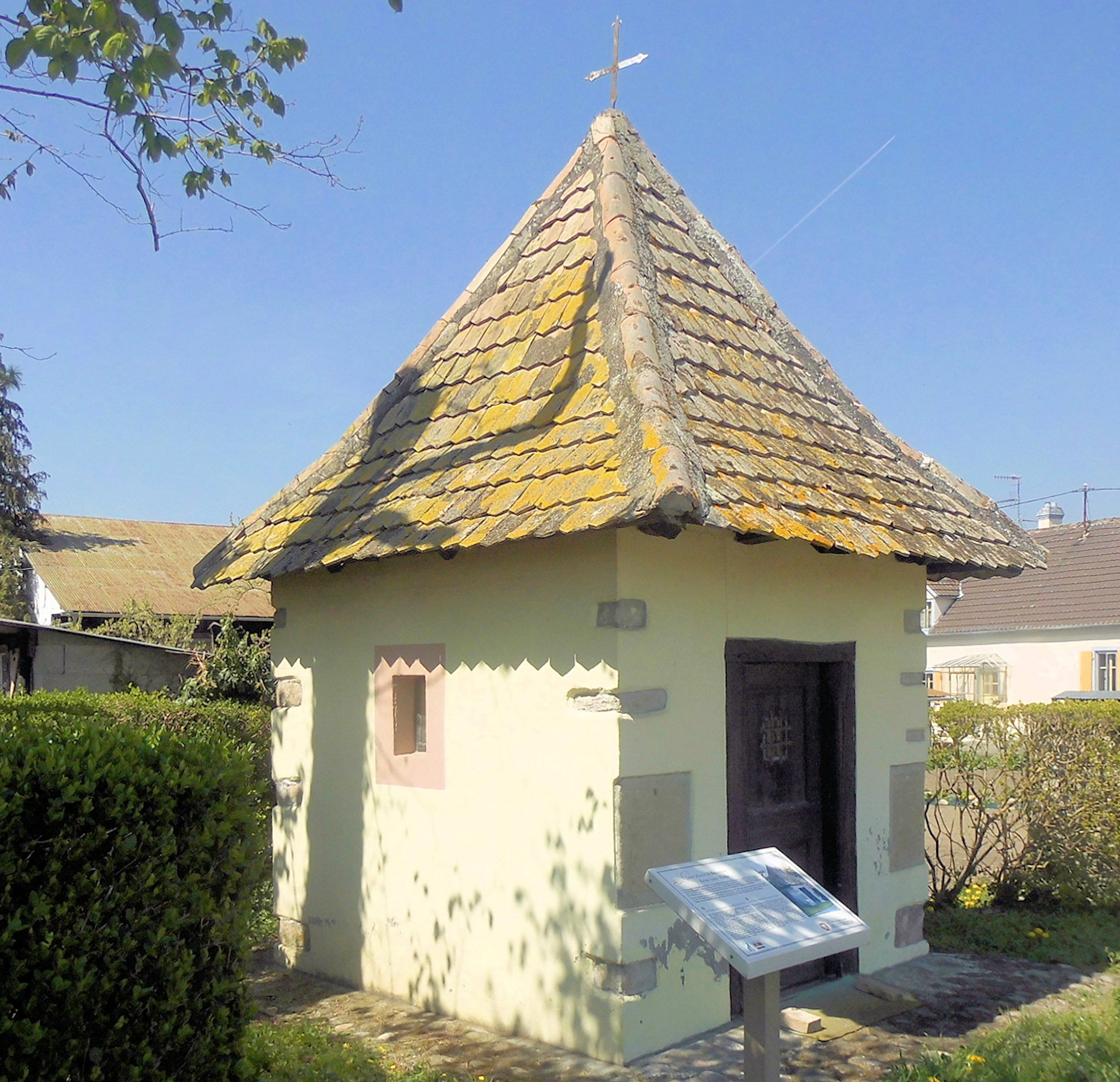
Kapelle St. Martin
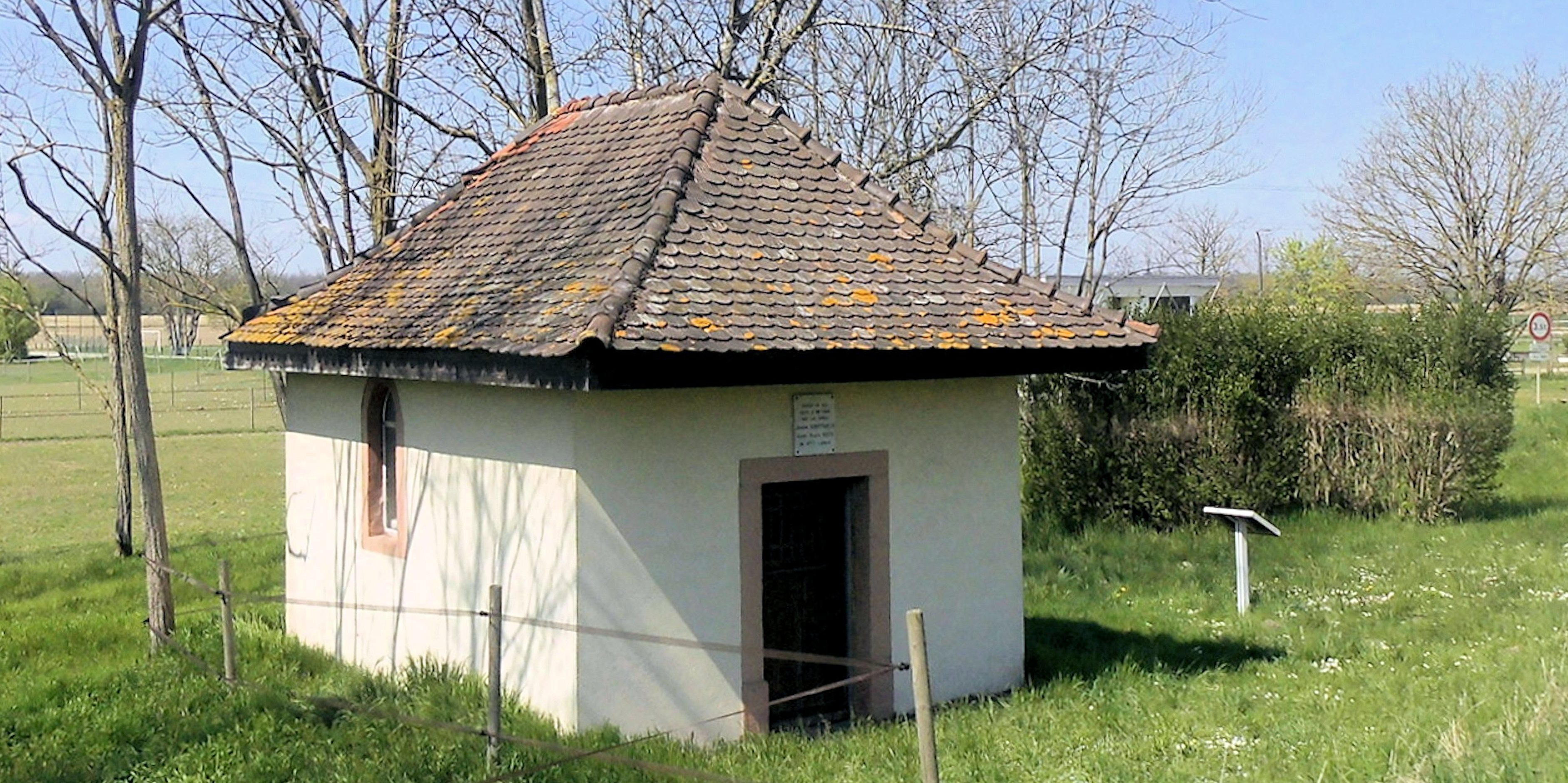
Marienkapelle
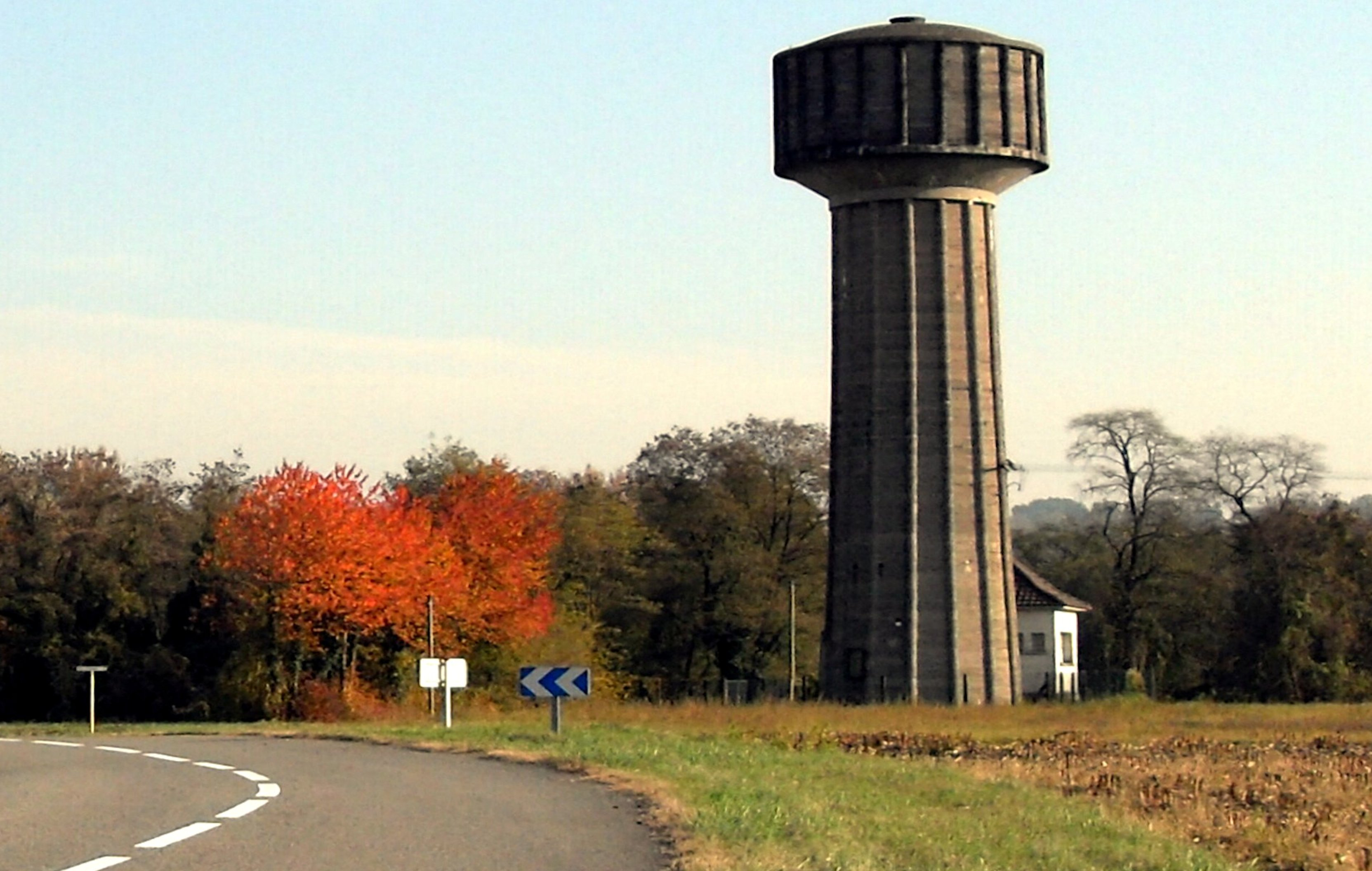
Wasserturm

## Persönlichkeiten
- Joseph Schmidlin (* 1876 in Kleinlandau; † 10. Januar 1944 im Sicherungslager Schirmeck), katholischer Theologe, Begründer der katholischen Missionswissenschaft